# Сха
Сха, Цха — річка в Білорусі у Борисовському районі Мінської області. Ліва притока річки Березини (басейн Дніпра).

## Опис
Довжина річки 80 км, похил річки 0,5 %, площа басейну водозбору 577 км², середньорічний стік 3,9 м³/с. Формується притоками та безіменними струмками.

## Розташування
Бере початок за 0,5 км на східній околиці села Михайлова. Спочатку тече переважно на північний схід і біля села Високий Берег повертає і тече переважно на південний захід. У місті Борисов впадає в річку Березину, праву притоку річки Дніпра.